# LOVESICK PUPPIES
『LOVESICK PUPPIES-僕らは恋するために生まれてきた-』は、2013年3月22日にCOSMIC CUTEから発売されたアダルトゲーム。二度発売延期をしている。略称は「らぶぱぴ」。萌えゲーアワード2013 純愛系作品賞・金賞受賞。
本作は『W.L.O. 世界恋愛機構』と世界観を共有しており、本作の登場人物の中には同作の登場人物とつながりのある者もいる。

## ストーリー
旗尾学園相談室に所属している虎太郎の元にはいつも厄介な相談事が持ち込まれる。そんなある日、とある理由から織衣の面倒をみる事になるが、彼女の事情を知り自分が住んでいるニーシュ・波多野に住まないかと誘ったのをきっかけにそれぞれの問題を抱えた勇や有希、まるな、ソーニャも虎太郎の下へ集まってくる。
彼女たちの問題を解決するため虎太郎は奔走する。

## 登場人物

### 主人公
崇村 虎太郎 （たかむら こたろう）
声：なし
旗尾学園の生徒で、学校では相談室に所属している。また、伯父の宰に代わりパート「ラ・ニーシュ波多野」（以下：ニーシュ）の管理人代務めている。
相談という名の苦情と日々戦っている苦労人。だが、持ち前の楽観論で、仕事自体はさほど苦だと思っていない。
人の世話を焼くのが好きで、ちょっと格好つけたりする普通の若者。お節介。好きな飲み物はコーンポタージュで、夏でも飲んでいるため有希から味覚を疑われている。
幼馴染みの保科有希に料理を習い、師匠である彼女から「もう教えることはない」と言われるほどの腕前である。からかわれると「弁当(ご飯)抜きにするぞ」と言うと彩乃らが大人しくなる場合が多い。
その料理の腕はアパートの住人たちにも好評。

### メインヒロイン
空小路 織衣 （からこうじ おりえ）
声：端乃明日香
とある理由で相談室に新人として所属することになる。
何事も白黒ハッキリつけたがる性格で、教育係である虎太郎とよく衝突する。初めは自分のしたことに対する罪の意識から活動していたが虎太郎と和解してからは自らの意思で積極的に行うようになる。
家庭の事情から家を出たがっており、ニーシュに入居した。入居当初は馴染めずにいたが虎太郎らと接していく内に愛着を持つようになる。
相談室に配属当初はある種の自暴自棄な態度を取っていたが、虎太郎に自分の抱える事情を吐きだしたことで態度が軟化。
生来の真面目さもあり、仕事に真剣に取り組むようになるが、真面目に考え過ぎてしまうところがある。
柴咲 まるな （しばさき まるな）
声：歩河みぃな
とある理由からニーシュに入居した少女。言動が少し幼く、みんなのマスコット的な存在。
年齢は虎太郎たちの一つ下だが、小柄な体格から子どもと間違えられていた。
学園には通わず、ニーシュの家事を手伝ったりして暮らしている。入居以前は叔父の家で暮らしていたがとある理由から家出をし廃館となった映画館で雨風を凌ぐ暮らしをしていた。母親を早くに亡くし、芸術家の父親は現在行方不明。
最初は失敗ばかりだったが、虎太郎に料理など家事を教えてもらい、アパートの朝食や夕食を任されるほどになる。何事にも一所懸命な反面、無理をしてしまう事がある。
ソフィーヤ・アレクセーエヴナ・フェオファノワ
声：三代眞子
旗尾学園にやってくるロシアンハーフの転校生で、のちにニーシュに入居した。愛称は「ソーニャ」。明るい性格で転入早々クラスに馴染む。白金髪でスタイル抜群、外国人ということで転校初日で学内では注目の的。
副業で声優をしているが、顔出しを禁じている。マネージャーの沙織のほかに、ニーシュ関係者と一部学校関係者がソーニャの副業を把握している。作曲も手がける。
日本語に不自由はしておらず、むしろ母国語のほうが怪しい根っからの日本育ち。アニメが大好きなオタク。特に「完全懲悪バンカイオー」が好きでアニメに登場したバンカイオーベースの基となったニーシュに惚れこんでいる。父親は宰と知り合い。職業は貿易商をはじめとするマルチタレント。娘のソーニャに対してかなり甘いところがある。

姫里 勇 （ひめさと いさみ）
声：一色ヒカル
虎太郎のクラスメイトであり、古武術を修めている。不良たちから「首狩り姫」と呼ばれ恐れられている。実際は不器用な性格をしており、真面目すぎて他人との間に一線を引いてしまうため、友達は少ない。
『W.L.O. 世界恋愛機構』に登場した姫里紗枝の従姉妹であり、花崎雪絵の父親に師事している。

保科 有希 （ほしな ゆき）
声：桐谷華
虎太郎の幼馴染みで、時々相談室の仕事を手伝っている。
実家はクリーニング屋を経営しており、アパートの洗濯物を一手に引きうけている。ニーシュの決まりごとも知っており入居したての織衣やまるな、ソーニャの面倒をみる。
虎太郎の料理の師匠ではあったが、もうすでに越えられてしまっている。学食が忙しい時はよく手伝いをする。
虎太郎と恋人関係に間違われることに飽き、それどころか『あるあるネタ』として楽しんでいる。虎太郎とはツーカーで打ち合わせしなくとも漫才が出来るレベルで、知らない人が聞けば赤面する内容だったりする。

### サブキャラクター
綾坂 志穂（あやさか しほ）
声：森谷実園
虎太郎たちが小さなころからアパートに住んでいる小説家。アパートに人が増えるまでは、虎太郎以外では唯一の住人だったが、人付き合いが苦手で、虎太郎やその家族以外とはまともに話せない。
旗尾学園の卒業生。本が大好きで、できることならずっと本を読んで暮らしていきたいと思っているが、そういうわけにもいかず、時折部屋に籠もって仕事をしている。
典型的な引きこもり体質だが、虎太郎や彩乃、有希にとっては姉のような存在(といっても手のかかる、ほうっておけないタイプのではあるが)であり、彼らにとって「志穂ねーちゃん」を悲しませることはご法度である。
特典ディスクでHシーンが追加された。
崇村 彩乃（たかむら あやの）
声：鈴田美夜子
崇村虎太郎の妹。近所でも学園でもその認識で通っていることに、本人は少し不満。
お節介な兄の性格を「それじゃ人生損するって！」と呆れているが、それも含めての兄なので諦めている。
倫理的にかなり厳しく、不埒や不正は絶対に許せない正義漢。アパートの風紀担当。
兄にはかなり容赦がない。料理の腕は認めており、からかいすぎると弁当やご飯抜きにされてしまうのであまり強く出る事が出来ない。
勇を慕っており、「姫先輩」と呼んでいる。
揚木 千景（あげき ちかげ）
声：かわしまりの
相談室室長であり、虎太郎の直属の上司。一見優しい先輩だが、実際は「人のドロドロした感情が大好き」と自称するほど、無理難題や面白そうな案件を好む。
意外と人の立場になって考えられる所もあり、そのためか意外と人望がある。
虎太郎がお気に入りらしく、「とらちゃん」と呼んでいる。虎太郎も彼女を「千景さん」と呼ぶことがある。次期相談室室長に虎太郎を指名している。
特典ディスクでHシーンが追加された。
月見里 弥生（やまなし やよい）
声：三ツ岡日実子
『政経』を担当する師。担るな特製弁当を貰う代わりにまるなに授業をする教師らしい一面を持つ。
2-7担任であり、また相談室の顧問であるため、虎太郎と接する機会が多い。
いつもハラペコで、料理のうまい虎太郎のお弁当をたかる恥知らず系女子。普通に米を二合食べたりする。食べ物に関することには意地汚く飴玉1つでさえ視線で追う始末。自らの査定をよくするためソーニャをクラスで引き受けた事もある。
彼女に体重と年齢の話は禁句である。
雨畑 芽依子（あめはた めいこ）
声：木村あやか
旗尾学園の執行部代表で、素敵な学園にすべく、日々努力している。
同級生の千景とは因縁があり、よく相談室へ苦情を寄せるほか、彼らの後始末をさせられてばかりなことに不満を抱いている。また、彼女から「メーちゃん」と呼ばれる事を嫌い、クラスメイト等から「羊」と呼ばれることに憤っている。
『W.L.O. 世界恋愛機構』に登場した雨畑散子と同じ名字だが関係は不明。
久坂 沙織（くさか さおり）
声：青山ゆかり
ソーニャと葵のマネージャー。
冷静沈着な人物でソーニャのためにかいがいしく動き回っている。忙しいため食事は携帯食で簡単に済ませてしまう事もある。ちゃんとした食事でさえ時間をないからと早食いになってしまった。虎太郎の料理を気に入っており時間をかけてゆっくり食べたいと思っている。
口数が少なく、取っつきがたい雰囲気で他人を寄せ付けない。
ソーニャ曰く、コーヒー牛乳(1L)を一気飲みしていたこともあるらしい。
車折 葵（くるまざき あおい）
声：有栖川みや美
ソーニャと同じ事務所に所属するベテランの声優で、ソーニャ同様沙織がマネジメント業務を受け持っている。
志穂とは本の趣味が合うらしく意気投合した。
雛瀬 遥佳（ひなせ はるか）
声：丹下葉子
夢見がちで、大人しく目立たない少女。
織衣が相談室に所属することになったある事件をキッカケに、彼女に心酔するようになる。
思いこみが激しく、勘違いをしやすい。それが元でトラブルを起こすことも多々ある。
だが、本人が控えめな性格をしているため、大きな問題になることはない。
城崎 蓮次（きのさき れんじ）
声：堀川忍
虎太郎の親友。放送部所属。通称「ハス」（蓮の音読みから）。
エロと面白いことに目がなく、そのためなら少しくらいの違反行為は気にしない。
実は頭が良く、学年トップクラスだが、その全てがエロの探求に注がれている。
姫里 棗（ひめさと なつめ）
声：葵海人
勇の双子の弟。執行部では書記を務める傍ら、代表の芽依子を補佐している
文武両道で、何事もそつなくこなす。
勇と同じ道場に通っているが、最近は執行部が忙しく足が遠のきがち。しかしそれでも実力は勇の数段上である。
面倒事を嫌っており、そのような問題を引き受ける相談室を好ましく思う一方、芽依子の手前表立って依頼できなくて困っている。
ソラリス・エニウェイ
声：秦座林檎
虎太郎の個人端末のOSで、作業を的確に行う反面、言葉は辛らつである。自分の立体映像を表示させるなど高い性能を持つが、当の小太郎はそのようなことに関心がないため、自身がいかに素晴らしいかを売り込むのに頭を悩ませている。
ちなみに型番はRR-RS2-7（だぶるあーる・あーるえすつー・せぶん）で、名前は型番に関連する資料をネット検索した結果を見た織衣が提案した。
『W.L.O. 世界恋愛機構』に登場したソラリス・エニモワとの関係は不明。
波多野 宰（はたの つかさ）
ニーシュ・波多野のオーナーであり管理人。虎太郎と彩乃の伯父。現在は世界を旅しており不在のため虎太郎に管理人を任せている。入居の決定権など虎太郎に任せているが最終的な決定権を持っている。しかし、かなりいい加減で入居者が女性なら家賃は半額でもいいと言うほど。
自由気ままでマイペース。いつも世界のどこかにおり、何かしらトラブルを引き起こし（もしくは巻き込まれ）携帯電話が毎回変わっている。どんな人物かと聞かれると虎太郎と彩乃からは「人生の冒険家」「終わらない自分探し」「永遠の中坊（ガキ大将）」と言われている。交友関係は広くソーニャの父親とも知り合い。千景とは違った意味でネーミングセンスがない（発音しにくいものを名付けてしまう。例としてニーシュで飼われていた犬・カリユ）。
婿入りしているためか妻の鷹祢には頭が上がらない。電話の会話で登場しているが基本的に声のみで立ち絵などは存在しない。
波多野 鷹祢（はたの たかね）
宰の妻。虎太郎と彩乃の伯母。電話など声のみでの登場がほとんどだが、相手の事情は考えることなく一方的に話を進めてしまい、相手を困惑させる。マッチポンプの様だと表現される事が多い。世話好きであれこれ世話をやきたがる。
宰は婿入りのため主導権を握る事が多い。

崇村 辰音（たかむら たつね）
虎太郎と彩乃の母で、会話内でのみ言及されている。数年前まではニーシュで寮母をしていたが今は管理人の虎太郎に任せている。朝帰り夜遊びには寛容だが躾に厳しい。

## 制作
原画家のひとりである三九呂は本作が初めての原画となる。
物語は初夏～夏をイメージしており、制服は夏服のみだが、キャラクターによっては長袖または半袖のトップスを着用したデザインが用意された。また、キャラクターの個性に合わせて制服の着こなし方にも変化がつけられた。

## スタッフ
- 企画・シナリオ - 安堂こたつ
- キャラクターデザイン・原画 - 三九呂、羊箱（SD原画）

## 主題歌・音楽
主題歌『Happy! Puppy!』
- 作詞・作曲：桃井はるこ、編曲：上野浩司、歌：アフィリア・サーガ・イースト[4]

ED曲『ハロー・メロウ』
- 作詞：すーぱーそに子、作曲・編曲：平田博信、歌：第一宇宙速度

BGM：tiko-μ